# Malayaite
La malayaite è un minerale.